# Перша іспанська республіка
Перша іспанська республіка (ісп. Primera República Española) — політичний устрій в Іспанії, проголошений Кортесами 11 лютого 1873 року. Тривав до 29 грудня 1874 року, коли генерал Арсеніо Мартінес Кампос організував реставрацію Бурбонської династії. Республіку було проголошено року після зречення престолу іспанського короля Амадея I 10 лютого 1873, що відбулось внаслідок гострої соціальної кризи та Другої карлістської війни, що почалась. Наступного дня, 11 лютого, Іспанія була проголошена республікою парламентською більшістю, що складалась із радикалів, республіканців і демократів.
Республіканські лідери планували створення федеральної республіки, втім не проголосили її одразу, натомість планували скликання установчих Кортесів для написання федеральної Конституції. Радикали віддавали перевагу унітарній республіці з набагато меншим впливом провінцій, і, лишень республіку було проголошено, обидві сторони повернулись одна проти одної. Первинно радикали були значною мірою усунуті від влади, приєднавшись до тих, хто вже був витіснений з політичного життя революцією 1868 року чи Карлістськими війнами.
Перша спроба створення в Іспанії республіки була нетривалим за часом існування досвідом й характеризувалась глибокою політичною та соціальною нестабільністю і спалахами насильства. Республіка керувалась почергово чотирма президентами, до того як у результаті військового перевороту генерала Мануеля Павії не опинилась під управлінням Франсіско Серрано-і-Домінгеса, який одразу ж оголосив про встановлення монархії з королем Альфонсом XII. Республіка фактично припинила своє існування 3 січня 1874 року.
Короткий період існування республіки відзначився одразу трьома громадянськими війнами: Третьою карлістською війною, Кантональною революцією в метрополії та десятилітньою війною на Кубі, що на той час була іспанською колонією. Серйозними проблемами для зміцнення режиму були відсутність істинних республіканців, їхня розділеність між федералістами й унітаріями, а також відсутність підтримки з боку населення.

## Проголошення
11 лютого 1873 року, втомившись від інтриг Амадей I зрікся престолу. За підсумками виборів у серпні 1872 більшість голосів у Кортесах належало радикальним демократам на чолі з Мануелем Руїсом Соррільєю та республіканцям-федералістам на чолі з Франсеском Пі-і-Марґалем. Прибічники республіки були розколоті: прихильники федералізму бажали створити республіку на кшталт США, Еміліо Кастелар виступав за унітарну республіку, Ніколас Салмерон-і-Алонсо займав консервативні позиції, а генерал Мануель Павія прагнув до військової республіки. Конституціналісти Пракседеса Матео Сагасти, консерватори Франсіско Серрано-і-Домінгес, карлісти (прибічники претендента на іспанський престол Дона Карлоса) й альфонсисти (прибічники іншого претендента, інфанта Альфонса) на чолі з Антоніо Кановасом дель Кастільйо майже не отримали представництва в парламенті.
Сама країна на той момент була розколота: на півночі країни підтримували Дона Карлоса, Барселона прагнула до автономії, Андалусія перебувала під сильним впливом соціалістів.

## Кабінет Естаніслао Фіґераса

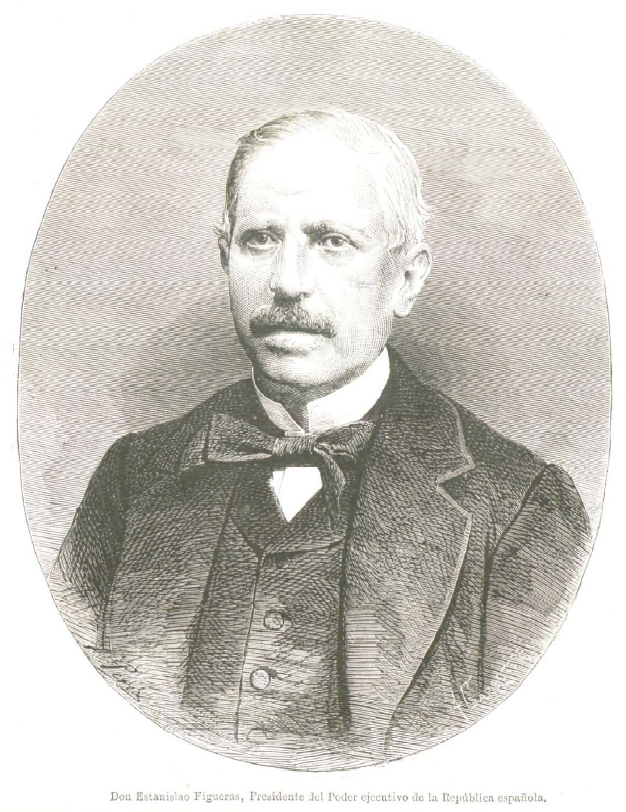
Естаніслао Фіґерас

Незважаючи на суперечності між республіканськими партіями було сформовано перший уряд Іспанії на чолі з уніоністом Естаніслао Фіґерасом. Інші лідери: Пі-і-Марґаль, Салмерон і Кастелар також отримали місця в республіканському уряді. Також до його кабінету увійшли кілька міністрів, які служили королю Амадею: Хосе Ечегарай-і-Ейсагірре, Бесерра й інші.
1 червня 1873 року відкрилась перша сесія Кортесів і почалась їхня робота. 7 червня була проголошена федеральна республіка. Втім у кабінеті було багато суперечностей. Фіґерас, відчуваючи нездатність упоратись із ситуацією, потай від усіх виїхав до Франції.

## Уряд Франсеска Пі-і-Марґаля

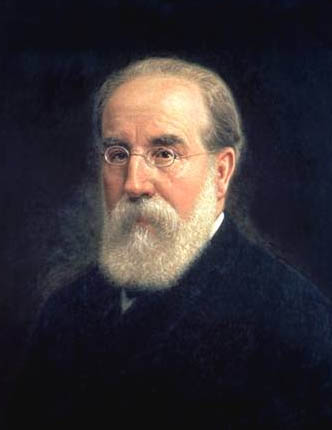
Франсеск Пі-і-Марґаль

Після втечі Фіґераса влада перейшла до федералістів Пі-і-Марґаля. 16 червня було обрано комісію з 25 членів, що мала розробити нову Конституцію. Головою комісії став Кастелар. 28 червня Пі-і-Марґаль оновив склад свого кабінету, але через зволікання та постійні затримки під час ухвалення нової конституції події розгортались із великою швидкістю. На півдні активно розвивався кантоніалізм: 30 червня муніципалітет Севільї проголосив створення соціалістичної республіки, а 1 липня непоступливі депутати залишили Кортеси. За тиждень, 9 липня, незалежність проголосив Алькой.

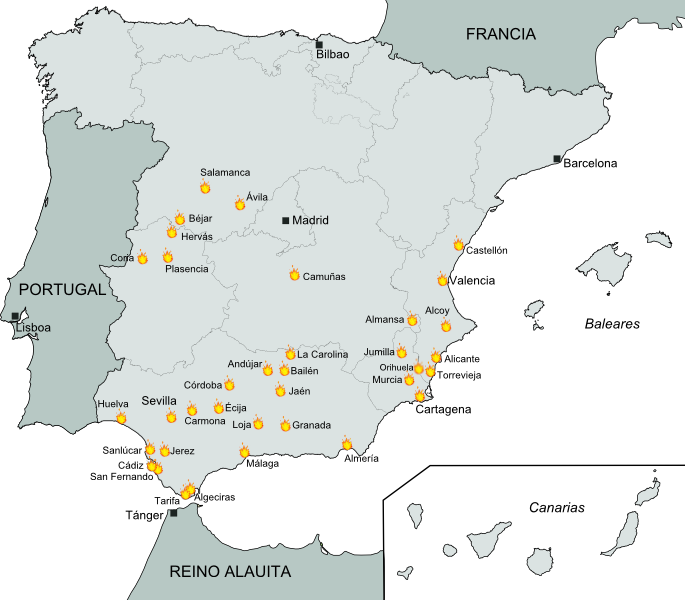
Кантональна революція

З'явилось кілька незалежних кантонів. Революція відбулась у різних районах Валенсії, Мурсії й Андалусії. Незалежними кантонами стали Кадіс, Малага, Севілья, Гранада, Валенсія, Алькой, Картахена, Альманса, Торрев'єха, Кастельйон, Саламанка, Байлен, Андухар, Таріфа, Альхесірас, Камуньяс і Хумілья.
Найвідомішим став кантон Картахена. 12 липня в результаті агітації депутата Гальвеса там повстала броненосна ескадра.
В Андалусії активізувались анархісти. На півночі поширювався карлістський рух, що охопив Країну Басків, Наварру й Каталонію. Претендент Карлос VII сформував в Естельї власний уряд, який почав карбувати монету й намагався вести зовнішню політику.
Пі-і-Марґаль опинився в критичній ситуації. Для придушення повстань кантонів слід було застосовувати насильство, а Марґаль такого не бажав, оскільки вважав, що повстанці діяли в межах його політики та за місяць подав у відставку.

## Кабінет Ніколаса Салмерона-і-Алонсо

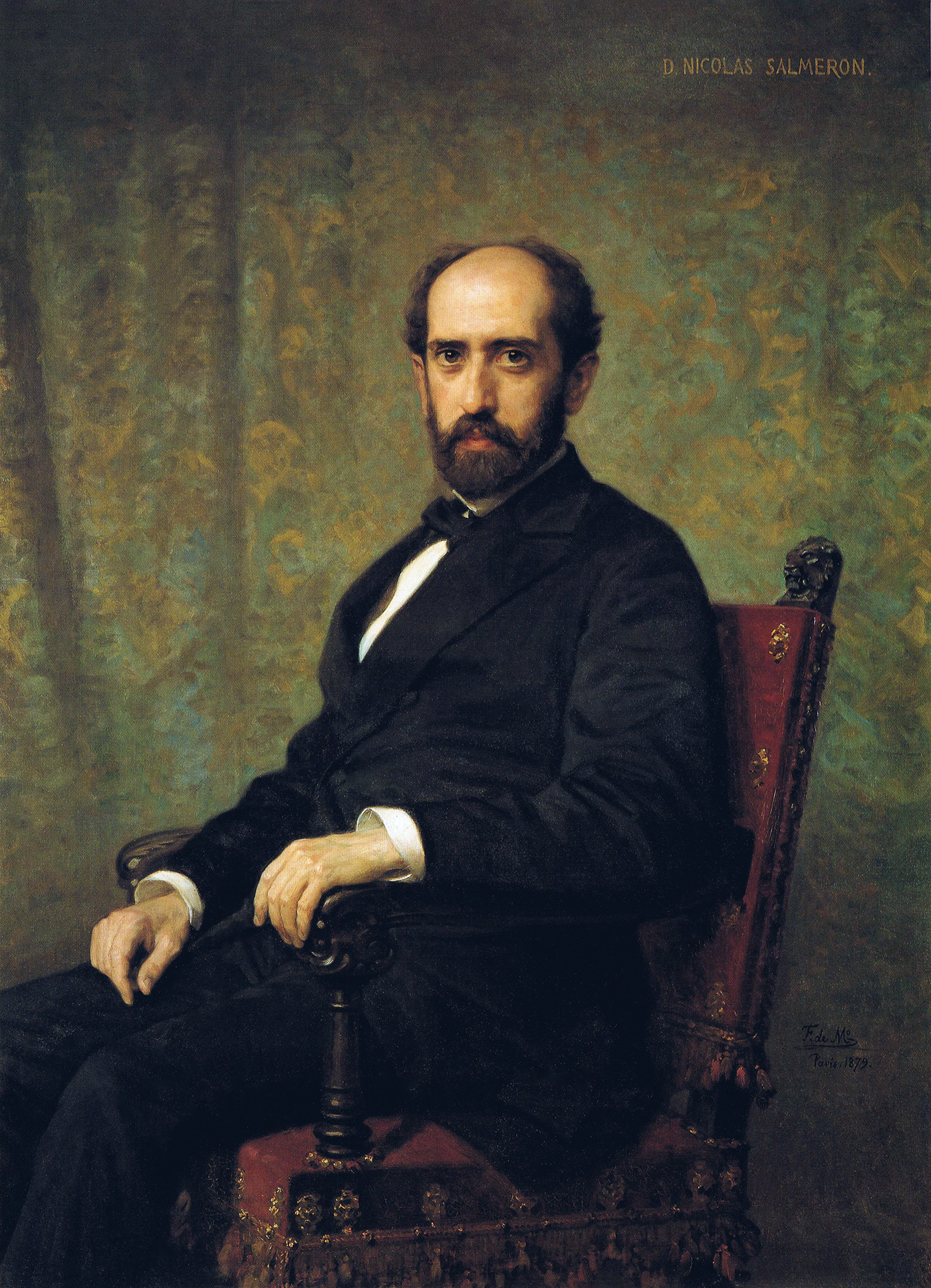
Ніколас Салмерон-і-Алонсо

Після відставки попереднього президента новим главою держави був обраний Ніколас Салмерон-і-Алонсо. Він належав до федеральних поміркованих республіканців, захищав необхідність знаходити компроміс із поміркованими чи консервативними групами та виступав за повільний перехід до федеральної республіки. Ще будучи міністром в уряді Естаніслао Фіґераса Салмерон був ініціатором скасування смертної кари й виступав за незалежність судової влади.
За рішенням нового президента до Андалусії було спрямовано війська на чолі з Павією зі своїми військами, а армія під проводом Мартінеса Кампоса — проти Валенсії й Картахени.
Генерал Павія виступив у похід 20 липня з тисячним військом. 24 липня один з загонів зайняв Кордову. 30 або 31 липня Павія взяв Севілью. Залишивши там загін, генерал вирушив на Кадіс, який було взято 4 серпня. За день до того було захоплено Малагу, а 8 серпня – Гранаду. Після цього військам Павії вдалось зайняти Санлукар-де-Баррамеду, Сан-Роке, Таріфу, Альхесірас. До 10 серпня була зайнята більша частина Андалусії.
Валенсія опиралась урядовим військам до 8 серпня, після чого почалась облога Картахени. Флот Картахени, не маючи можливості знову підняти інші міста проти Першої республіки, обмежився тим, що, погрожуючи бомбардуванням іншим приморським містам, що бради участь у кантоніальній революції, почав вимагати постачання провіанту та військової контрибуції. У разі відмови відбувалось бомбардування. Ескадру зупинило втручання англійського флоту.

## Кабінет Еміліо Кастелара

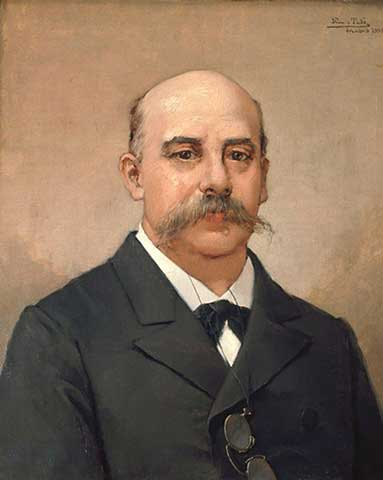
Еміліо Кастелар

7 вересня новим президентом став Еміліо Кастелар. Він поставив перед своїм кабінетом завдання відродження армії, проведення реформ, покласти край громадянській війні, а після того, як усе вийде, об'єднати іспанців і започаткувати республіку. Для того він розпочав реорганізацію армії, призвав на службу звільнених у відставку артилерійських офіцерів, зробив Павію намісником у Мадриді, відрядив Лопеса Домінгеса до Картахени, Мартінеса-Кампоса — до Каталонії, а Моріонеса — до Наварри. Також Кастелар пом'якшив політику щодо церкви.
21 вересня 1873 року в країні було проголошено воєнний стан. Завдяки цьому були захоплені Севілья, Малага й Кадіс, а 12 січня 1874 здалась і Картахена. Втім Третя карлістська війна тривала невдало для республіки. Реформи Кастелара спричинили спротив федералістів у Кортесах. Та партія прагнула усунути президента в наступне скликання парламенту.
Генерал Павія запропонував Кастелару розігнати Кортеси, вважаючи, що відставка президента стане «трутом, від якого спалахне міна анархії». Втім президент відмовився. 2 січня 1874 року о 14.00 почалось засідання Кортесів нового скликання. Вночі 3 січня вони усунули Кастелара від влади. Вранці 3 січня війська генерала Павії зайняли Мадрид, а два відправлених ним ад'ютанти, запропонувавши депутатам розійтись, фактично розігнали Кортеси.
На короткий час уся влада опинилась в руках у Павії. Він запропонував Кастелару повернутись на пост президента, але той не пристав на таку пропозицію, оскільки було застосовано недемократичні засоби. Сам стати диктатором Павія теж не захотів. Зрештою президентський пост отримав маршал Франсіско Серрано-і-Домінгес.

## Унітарна республіка

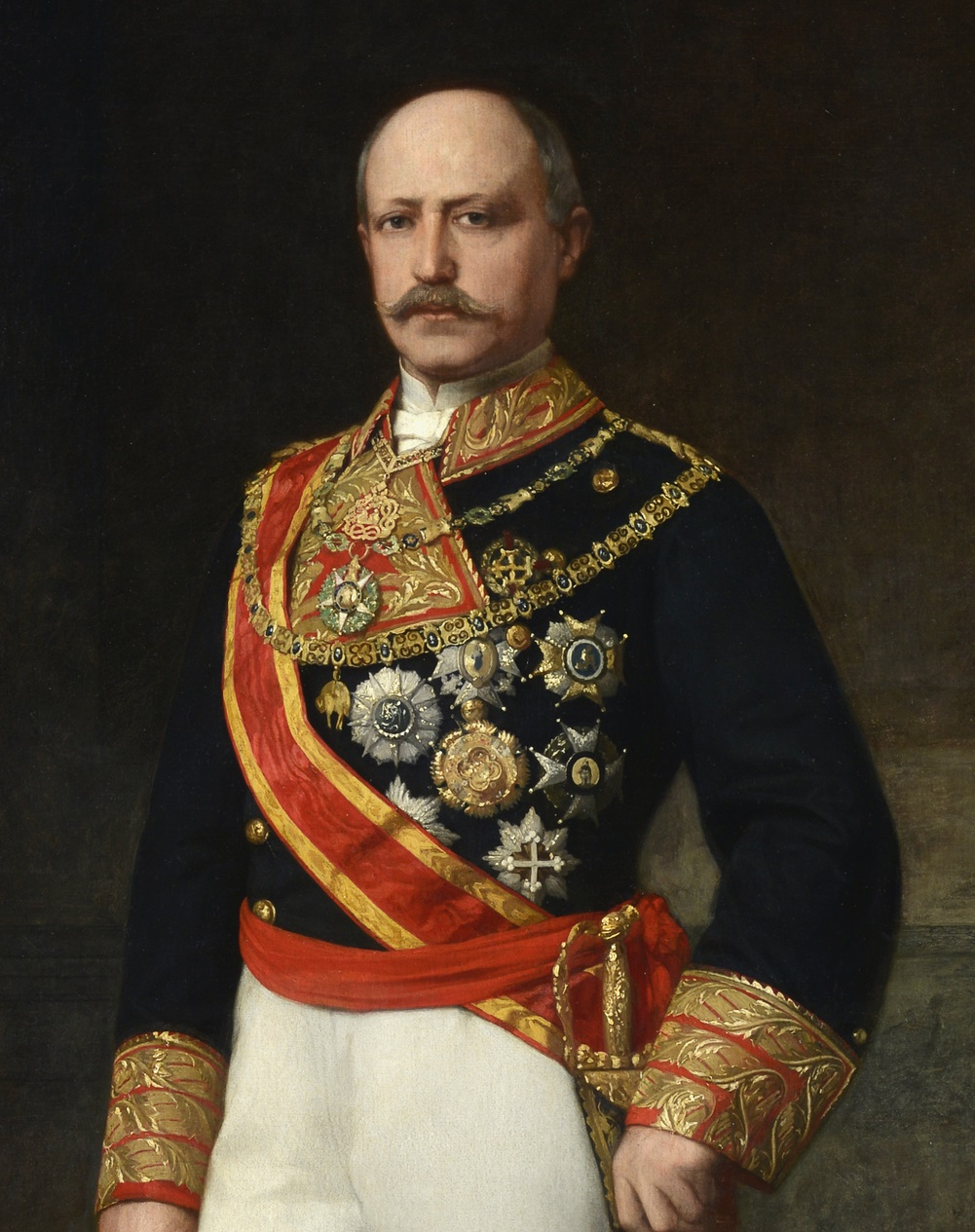
Франсіско Серрано

Франсіско Серрано-і-Домінгес, герцог де ла Торре, у 63-річному віці знов очолив Іспанію. Становище республіки було скрутним. Хоча 13 січня 1874 року урядові війська зуміли заволодіти останнім оплотом кантоналістів — Картахеною, втім невдала війна з карлістами виснажувала економіку. Карлісти, чия армія 1874 року налічувала до 80 тисяч осіб, змогли на початку року блокувати Більбао, військові дії з Наварри, Басконії та Каталонії поширились на Арагон і Валенсію. За такої ситуації республіканському уряду доводилось утримувати 85-тисячну армію на Кубі та 200-тисячну — на Піренеях. Тож Франсіско Серрано проголосив унітарну республіку та почав правління без скликання Кортесів.
За часів свого врядування він зосередився на війні з карлістами. 1-2 травня 1874 року маршалам Серрано і Кончі вдалось прорвати блокаду Більбао. Республіканські війська намагались розбити незначні загони карлістів. Президенту доводилось більше часу проводити на півночі, ніж у Мадриді. В той час духовенство й альфонсисти почали активну пропаганду на користь сина Ізабелли II — 17-річного Альфонса. Не закінчивши війну з карлістами, Серрано з частиною своєї армії повернувся до столиці. Загибель маршала Кончі, що сталась 27 червня в результаті поразки республіканців у триденній битві під Естельєю (25-27 червня), а також невдоволення воєначальників тим, як уряд постачає армію, також зменшили число прибічників Серрано. Генерали в різних частинах Іспанії схилялись до думки про пошук більш надійного претендента на вищий державний пост. Альфонс Бурбон їх влаштував, оскільки він мав більш помірковані погляди, ніж дон Карлос та Ізабелла II, а також здобув військову освіту у Великій Британії. Перемовини з ним проводив генерал Кановас дель Кастільйо.
1 грудня Альфонс виголосив «Сандхертський маніфест», в якому обіцяв бути одночасно і гарним католиком, і лібералом. Серрано знову вирушив у північну армію на війну з карлістами.

## Падіння Першої республіки

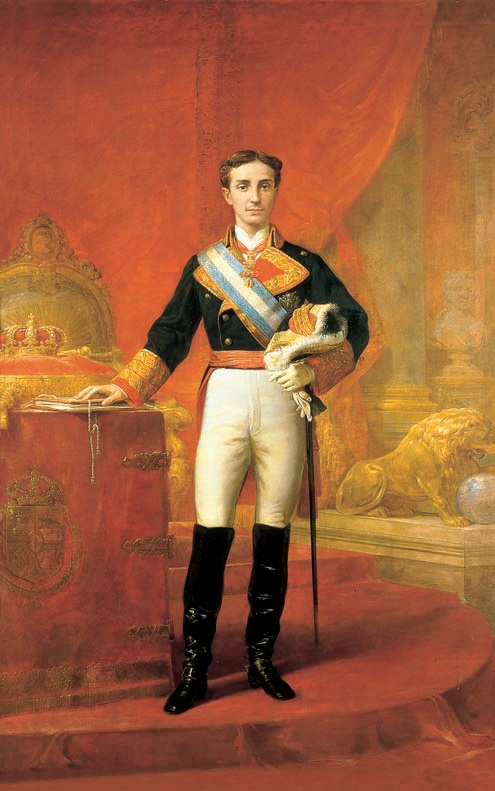
Альфонс XII на картині 1874 року Карлоса Луїса де Рібери

29 грудня 1874 року Мартінес-Кампос, який командував бригадою, дорогою з Сагунто на Валенсію запропонував своїм підлеглим проголосити королем Альфонса Бурбона. Його підтримав командувач центру генерал Ховельяр, повідомивши про це до Мадрида. Намісник Валенсії відмовився підтримати альфонсистів, але не заважав їм узяти місто.
Коли в столиці довідались про такі події, Мадрид розколовся: намісник Мадрида Фернандо Примо де Рівера й частина гарнізону підтримали альфонсистів, інша, на чолі з Сагастою були проти. Сагаста телеграфом повідомив про події президенту Серрано. Той порадив міністрам капітулювати, а сам перейшов французький кордон. Після цього Альфонс був проголошений королем і в північній армії.
Прибічники Альфонса отримали місця в уряді: Кановас став головою ради міністрів, Примо де Рівера — військовим міністром, Мартінес-Кампос — головнокомандувачем північної армії, герцог Сесто — цивільним губернатором Мадрида. Альфонс під час тих подій перебував у Парижі. Лише 7 січня 1875 року він сів на фрегат у Марселі, 10 січня прибув до Барселони, 11 січня — до Валенсії, а 14 січня — до Мадрида, де почав своє правління.